# Abbeytown
Abbeytown – wieś w Anglii, w Kumbrii, w dystrykcie (unitary authority) Cumberland, w civil parish Holme Abbey. Leży 23 km na zachód od miasta Carlisle i 427 km na północny zachód od Londynu.